# Ghiandole coxali
Le ghiandole coxali negli aracnidi sono organi deputati all'escrezione situati in alcuni segmenti del cefalotorace e sono provvisti di dotti che fuoriescono all'altezza delle coxae dei rispettivi segmenti.
Insieme ai tubuli malpighiani dei ragni sono deputate all'escrezione soprattutto di residui metabolici, che isolano o riciclano, se possibile, per poi restituirli al circolo sanguigno.

## Etimologia
Il nome deriva dal latino glandula, che significa ghiandola, tonsilla, a sua volta proveniente dal latino glans, che vuol dire ghianda, per la somiglianza di forma; e dal latino coxa, che originariamente significava anca, coscia e in seguito, per estensione, ha indicato qualsiasi tipo di articolazione con punto di partenza nel corpo.

## Morfologia
Le ghiandole coxali, dette anche nefridi con sacculi, si formano direttamente da piccoli involucri sacciformi del celoma, che normalmente si accrescono collegati ad uno o più segmenti del cefalotorace con piccoli dotti che secernono le scorie all'altezza delle rispettive coxae.
All'interno di questi involucri vanno e vengono i nefrociti, presenti nell'emocele e deputati a rinvenire e inglobare residui tossici e scorie nel circolo sanguigno del ragno, a portarli alle ghiandole per l'espulsione o l'eventuale riciclo.

## Diffusione
Le ghiandole sono più diffuse negli ordini di aracnidi che hanno abitudini acquatiche o semi acquatiche.